# Världsmästerskapen i mountainbikeorientering
Världsmästerskapen i mountainbikeorientering är världsmästerskapstävlingar i mountainbikeorientering. Tävlingarna anordnas av orienteringens världsförbund IOF. Premiärupplagan var världsmästerskapen 2002 i Fontainebleau i Frankrike. Tidigare hölls tävlingarna vartannat år. Detta ändrades 2004 till att omfatta varje år.
Samtliga distanser är:
- Långdistans – män resp. kvinnor
- Medeldistans – män resp. kvinnor
- Sprint – män resp. kvinnor
- Masstart – män resp. kvinnor
- Stafett – män resp. kvinnor (tre sträckor respektive)

## Årtal och plats[1]
- 2002 Fontainebleau, Frankrike
- 2004 Ballarat, Victoria, Australien
- 2005 Banska Bystrica, Slovakien
- 2006 Joensuu, Silkeborg, Finland
- 2007 Nove Mesto, Tjeckien
- 2008 Ostróda, Polen
- 2009 Ben Shemen, Israel
- 2010 Montalegre, Portugal
- 2011 Vicenza, Italien
- 2012 Veszprem, Ungern
- 2013 Rakvere, Estland
- 2014 Bialystok, Polen
- 2015 Liberec, Tjeckien
- 2016 Águeda, Portugal
- 2017 Vilnius, Litauen
- 2018 Zwettl, Österrike
- 2019 Viborg, Danmark
- 2021 Kuortane, Finland
- 2022 Falun, Sverige
- 2023 Jičín, Tjeckien
- 2024 Sjumen, Bulgarien
- 2025 Warszawa, Polen